# Juan de la Cabada Vera
Juan de la Cabada Vera är en ort i Mexiko.   Den ligger i kommunen Carmen och delstaten Campeche, i den sydöstra delen av landet, 800 km öster om huvudstaden Mexico City. Juan de la Cabada Vera ligger 7 meter över havet och antalet invånare är 402.
Terrängen runt Juan de la Cabada Vera är mycket platt. Runt Juan de la Cabada Vera är det glesbefolkat, med 11 invånare per kvadratkilometer. Juan de la Cabada Vera är det största samhället i trakten. Trakten runt Juan de la Cabada Vera består till största delen av jordbruksmark.